# Mouvement pour la défense de la République
Le Mouvement pour la défense de la République (MDR) est un parti politique du Cameroun. Le parti est fondé en 1991 par Dakolé Daïssala.
Le parti fait son entrée à l'Assemblée nationale en 1992, en obtenant 6 sièges de députés. En 1997, il n'obtient qu'un seul élu et perd ce siège en 2002. Il fait son retour à l'assemblée après les élections législatives de 2013.
À la suite du décès du président fondateur du parti Dakolé Daïssala le 9 août 2022, Paulin Djorwé, ancien porte parole du parti est élu président du parti en décembre 2022.
En 2023, le parti compte deux députés à l’Assemblée nationale, un sénateur et contrôle trois mairies.